# Abiezer Jeno
Abiezer Jeno, né le 22 juin 2000 à Nouméa, est un footballeur international néo-calédonien qui évolue au poste de milieu défensif.

## Biographie

### Carrière en club
Né à Nouméa en Nouvelle-Calédonie, Abiezer Jeno est formé par le Dumbéa FC, qui joue en championnat de Nouvelle-Calédonie. En 2018 il rejoint l'Amiens Sporting Club, dont l'équipe première figure alors en Ligue 1,.
Briévement passé par l'Athlétic Club de la même ville, où il s'illustre en coupe, la carrière de Jeno va vraiment commencer avec le Grenoble Foot en Ligue 2,,,. Il joue son premier match avec l'équipe première du club le 8 janvier 2022, signant ensuite son premier contrat professionnel avec le club le mois suivant,.
En septembre 2024, il est transféré au Beitar Jérusalem en championnat d'Israël,.

### Carrière en sélection
Jeno est international néo-calédonien junior à partir de l'équipe des moins de 17 ans, prenant part au championnat d'Océanie puis à la coupe du monde 2017 avec le brassard de capitaine.
En mai 2019, Jeno est convoqué pour la première fois avec l'équipe senior de Nouvelle-Calédonie, avant d'être sélectionné pour les Jeux du Pacifique en juillet 2019. Il honore sa première sélection le 15 juillet 2019, lors du match contre Tahiti, une victoire 3-0,, dans une compétition dont les calédoniens ressortent avec la médaille d'argent,.
Après plusieurs années d'interruption, Jeno retrouve la sélection en 2024, pour les qualifications à la coupe du monde,